# 하와이어 문법
이 문서는 하와이어 문법을 설명한다. 하와이어의 문법은 다른 폴리네시아어군 언어들과 비슷하다.

## 개요
하와이어는 동사-주어-목적어 어순인  VSO형 언어이고 형태론적으로는 고립어이다. 하와이어 동사는 논항에 일치하거나 굴절하지 않고, 대신 시제·상·법을 나타내는 불변화사를 사용한다. 하와이어는 주격-대격 언어이고 전치사로 명사의 격을 나타낸다. 하와이어에는 파생 접두사와 접미사가 있고, 다른 폴리네시아어군 언어와 마찬가지로 영파생이 아주 흔하여 같은 단어가 명사로도 동사로도 쓰이는 경우가 많다.

## 명사
명사류에는 보통명사, 고유명사, 대명사가 있다. 하와이어는 전치사로 명사의 격을 나타낸다. 명사구에서 관사, 지시대명사, 소유대명사, 수사, 복수표지 등은 명사 앞에 오고, 동사 수식어는 명사 뒤에 온다.

## 관사
- ka/ke : 단수 정관사. /k e o a/로 시작하는 모든 단어 및 /p ʔ/로 시작하는 몇몇 단어 앞에서는 ke를, 그 밖에는 ka를 사용한다.[9]
  - ka wahine 여자; ke ao 구름
- nā : 복수 정관사.
  - nā wāhine 여자들
- he : 부정관사. he는 주로 명사 술어나 자동사의 주어 명사구에서 쓰인다. 다른 곳에 쓰이는 경우는 드물다. he 앞에 me가 아닌 전치사가 와야 할 경우 그 전치사는 탈락된다.[10]
  - He kumu au. 나는 선생이다.
  - Ua hōʻea he mau keonimana. 어떤 신사들이 도착했다.
  - Ua hānau ka wahine he keiki kāne. 그 여자는 한 남자아이를 낳았다. (목적어 앞에는 전치사 i가 붙어야 하지만, he 앞이므로 탈락되었다.)
- kekahi : 부정관사. ‘한’, ‘어느’, ‘몇몇’, ‘조금’, ‘또 하나의’ 등의 의미가 있다.[11]
  - ʻIke ʻo ia i kekahi hale. 그는 어느 집을 보았다.

## 전치사
전치사는 명사 앞에서 명사의 격을 나타낸다.
- ʻo : 주격. 일반적으로 주어는 전치사로 표시하지 않는다. 주어 앞에 ʻo를 붙이는 경우는 주로 주어가 고유명사이거나, 3인칭 단수 대명사 ia이거나, 의문사 wai(누구)일 때이다. 그 밖에 ‘A는 B이다’와 같은 동일성 구문에서도 쓰인다.
  - Ua ʻike ʻo ia. 그는 보았다.[12]
  - ʻO au ʻo Kaʻiulani. 나는 카이울라니다.
- i/iā : 목적격. 직접목적어, 간접목적어, 목표, 도구, 장소, 이유 등 다양한 기능을 나타낸다. 고유명사와 대명사 앞에서는 iā가 쓰인다.[13] 한 문장에 i로 시작하는 명사구가 여럿일 수도 있고 이들의 순서도 자유롭다. 그러나 기본 어순은 (동사 - 주어 -) 직접목적어 - 간접목적어 - 도구 - 장소이다.[14]
  - Ua ʻai ke kanaka i ka iʻa. 남자가 생선을 먹었다.
  - Ua hele ʻo Lono i ke kaʻa i ka hale. 로노는 차로 집에 갔다.
  - Hāʻawi ke kanaka i ka manama iā Pua. 남자가 푸아에게 선물을 준다.
- ma : 장소/도구/방법. 공간상의 장소, 시간상의 시점, 도구, 방법 등을 나타낸다. 다음 음절의 모음이 장모음이나 이중모음이면 장모음 mā로 발음되지만 철자에는 반영되지 않는다. i와 달리 목표(방향)는 나타낼 수 없다. i와 ma가 함께 장소를 나타내는 경우 ma는 보다 개략적인 위치를, i는 보다 구체적인 위치를 나타내는 경우가 많지만 꼭 그렇지는 않다.[15]
  - ma noho 의자에
  - Noho nā mākua i Waikīkī ma Oʻahu. 부모님은 오아후의 와이키키에서 지낸다.
- ā : 방향 강조. 어느 장소로 향함을 나타내며 i와 비교하면 거리를 강조하는 느낌을 준다.[16]
  - hele ā Maui 마우이처럼 멀리까지 가는 / hele i Maui 마우이에 가는
- a : a-소유격. 주로 양도가능 소유를 나타낸다.
  - nā iwi a Pua 푸아의 뼈들 (예: 푸아가 먹고 있는 동물의 뼈)
- o : o-소유격. 주로 양도불능 소유를 나타낸다.
  - nā iwi o Pua 푸아의 뼈들 (푸아 본인의 뼈)
- me : 공동격/도구격/유사격. 행동을 함께하는 주체, 행동의 도구, 행동 방식이 비슷한 대상을 나타낸다.[17]
  - Noho ʻo Pua me kāna keiki. 푸아는 자기 아이와 지냈다.
  - Kākau ʻoe me kēia penikala. 이 펜으로 써라.
  - Ua holo ia me he lio. 그는 말처럼 달렸다.
- mai : 탈격. 행동이 무언가로부터 멀어지거나 벗어남을 나타낸다.[18]
  - mai Honolulu 호놀룰루로부터
- e : 수동문의 행동주. 수동태 문장에서 행동주를 나타낼 때 쓰일 수 있다.[19]
  - ʻAi ʻia ka poi e ia. 포이는 그에게 먹혔다.
- ē : 호격. 무언가를 부를 때 이름 앞에 붙인다.[20]
  - Aloha, ē Kawika. 안녕, 카위카.

## 인칭대명사
|       |        |        | 단수 (1)  | 단수 (1)  | 단수 (1)             | 쌍수 (2)             | 쌍수 (2)             | 쌍수 (2)             | 쌍수 (2)             | 복수 (3+)            | 복수 (3+)            | 복수 (3+)            | 복수 (3+)            |
| 1인칭 | 2인칭  | 3인칭  | 포함1인칭 | 배제1인칭 | 2인칭                | 3인칭                | 포함1인칭            | 배제1인칭            | 2인칭                | 3인칭                |                      |                      |                      |
| ----- | ------ | ------ | --------- | --------- | -------------------- | -------------------- | -------------------- | -------------------- | -------------------- | -------------------- | -------------------- | -------------------- | -------------------- |
| 격    | 주격   | 주격   | au        | ʻoe       | ia                   | kāua                 | māua                 | ʻolua                | lāua                 | kākou                | mākou                | ʻoukou               | lākou                |
| 격    | 소유격 | a-형   | kaʻu      | kāu       | kāna                 | kā kāua              | kā māua              | kā ʻolua             | kā lāua              | kā kākou             | kā mākou             | kā ʻoukou            | kā lākou             |
| 격    | 소유격 | o-형   | koʻu      | kou       | kōna                 | kō kāua              | kō māua              | kō ʻolua             | kō lāua              | kō kākou             | kō mākou             | kō ʻoukou            | kō lākou             |
| 격    | 소유격 | 애정형 | kuʻu      | kō        | 1, 2인칭 단수만 존재 | 1, 2인칭 단수만 존재 | 1, 2인칭 단수만 존재 | 1, 2인칭 단수만 존재 | 1, 2인칭 단수만 존재 | 1, 2인칭 단수만 존재 | 1, 2인칭 단수만 존재 | 1, 2인칭 단수만 존재 | 1, 2인칭 단수만 존재 |
| 격    | 목적격 | 목적격 | iaʻu      | iā ʻoe    | iā ia                | iā kāua              | iā māua              | iā ʻolua             | iā lāua              | iā kākou             | iā mākou             | iā ʻoukou            | iā lākou             |

## 지시대명사
아래 표에서 근칭은 화자에게 가까운 것, 중칭은 청자에게 가까운 것, 원칭은 화자와 청자에게서 먼 것을 뜻한다.
|                      | 근칭           | 중칭              | 원칭              |
| -------------------- | -------------- | ----------------- | ----------------- |
| 단수                 | kēia           | kēnā              | kēlā              |
| 복수                 | kēia mau       | kēnā mau          | kēlā mau          |
| 단수 (기존에 언급함) | ua ... nei     | ua ... lā/ala     | ua ... lā/ala     |
| 복수 (기존에 언급함) | ua mau ... nei | ua mau ... lā/ala | ua mau ... lā/ala |

## 동사 없는 문장
하와이어에는 영어의 ‘be’와 같은 계사나 영어의 ‘have’처럼 소유를 나타내는 동사가 없다. 그 대신 다음과 같이 동사 없는 구문을 사용한다.

### ʻo: 동일성
‘A는 B이다.’를 뜻하는 문장은 “ʻO A (ʻo) B.”이다. A와 B는 모두 주격을 받기 때문에, 3인칭 단수 대명사 ia 또는 고유명사 앞에는 ʻo를 붙인다.
- ʻO Kaʻiulani koʻu inoa. 내 이름은 카이울라니다.
- ʻO ʻoe ʻo Mary. / ʻO Mary ʻoe. 너는 메리다.
- ʻO wai kēlā? 저건 누구지?

### he: 소속
‘A는 B의 일종이다.’를 뜻하는 문장은 “He B (ʻo) A.”이다. 마찬가지로 A와 B는 모두 주격을 받는다.
- He kumu au. 나는 선생이다.
- He Hawaiʻi kēlā kaikamahine.  저 여자아이는 하와이인이다.

### aia: 위치
‘A는 B에 있다.’를 뜻하는 문장은 “Aia A (ʻo) B.”이다.
- Aia ʻo Mary ma Hilo. 메리는 힐로에 있다.
- Aia ʻo ia ma loko o ka wai. 그는 물 속에 있다.

## 동사

### 시제·상·법
| 분류 | 이름             | 주절      | 관계절 및 부정문 |
| ---- | ---------------- | --------- | ---------------- |
| 상   | 완결상           | (ua) …    | i …              |
| 상   | 미완결상         | e … ana   | e … ana          |
| 상   | 습관상           | ∅         | ∅                |
| 시제 | 현재시제         | ke … nei  | e … nei          |
| 법   | 명령법/ 비현실법 | (e) … ō … | e … i …          |
| 법   | 금지법           | mai …     | ―                |

- (Ua) (동사) : 완결상. 구어체에서는 보통 ua를 생략한다. 동작동사가 완결상으로 쓰이면 보통 과거의 사건을 나타내고, 상태동사가 완결상으로 쓰이면 보통 현재의 상태를 나타낸다.
  - (Ua) hana au. : 나는 일했다.
- E (동사) ana : 미완결상.  미완결상은 시제와 상관없이 진행의 의미를 나타낸다.
  - E hana ana au. : 나는 일하고 있었다./일하고 있다./일할 것이다.
- (동사) : 습관상. 습관적인 사건이나 일반적인 사실을 나타낸다.
  - Hana au. : 나는 일한다.
- Ke (동사) nei : 현재시제. 현재 진행 중인 사건을 나타낸다.
  - Ke hana nei au. : 나는 일하고 있다.
- (E) (동사) : 명령법/비현실법. 주어가 어떤 인칭이든지 사용할 수 있다. 명령, 권유, 소망, 필요, 목적, 가능성 등 실현되지 않은 사건을 나타낸다. 주어가 2인칭이면 일반적으로 명령을 나타내며, 주어를 생략하기도 한다. Ō는 e보다 부드럽고 정중한 어조이다. 구어체에서는 e를 생략하기도 한다.
  - E hana ʻoe! 일해라!/너는 일해야 한다!
  - Ō hana kāua. (너와 나) 일하자.
- Mai (동사) : 금지법. 하지 말라는 명령이다. Mai! 단독으로 쓰이면 “하지 마!”라는 뜻이 된다.
  - Mai hana ʻoe. 일하지 말아라.

#### 관계절 및 부정문
관계절 및 부정문의 시제·상·법 표지는 주절과 다르다.
부정문은 ʻAʻole로 시작하며, 종속절의 시제·상·법 표지를 사용한다. ʻAʻole는 거의 항상 동화된 형태인 ʻaʻale로 발음되지만 노래를 부를 때는 그렇지 않다.
- ʻAʻole i hana ka haumāna.  (완결상) 학생은 일하지 않았다.
- ʻAʻole e hana nei ka haumāna. (현재시제) 학생은 일하고 있지 않다.

또, 부정문의 주어가 대명사이면 어순은 ʻAʻole + 주어 + 동사 + … 순이 된다.
- ʻAʻole au e hana nei. 나는 일하고 있지 않다.

## 관계절
하와이어에서 관계절을 만드는 방법은 크게 주어를 관계화하는 경우와 그 외의 성분을 관계화하는 경우로 나뉜다. 관계절은 피수식어 뒤에 오며, 주절과 다른 시제·상·법 표지를 사용한다.
주어를 관계화하는 경우, 관계절에서 주어의 원래 자리를 공백으로 남겨둔다. 즉 언어유형학의 용어로는 공백 전략(gap strategy)이 사용된다.
| ke                | kanaka | [i   | kukulu | i   | ka  | hale]  |
| the               | man    | [PFV | build  | ACC | the | house] |
| 그 집을 지은 사람 |        |      |        |     |     |        |
주어가 아닌 성분을 관계화하는 경우, 동사 뒤 시제·상·법 표지가 올 자리에 불변화사 ai를 삽입한다.
| ka                | hale  | [i  | kukulu | ai | ke  | kanaka] |
| the               | house | PFV | build  | AI | the | man     |
| 그 사람이 지은 집 |       |     |        |    |     |         |
그러나 동사 뒤에 시제·상·법 표지가 있다면 ai를 삽입할 수 없다. 아래 예문에서 nei를 ai로 바꾸어도 여전히 옳은 문장이다.
| ka                     | hale  | [e   | kukulu | nei  | ke  | kanaka] |
| the                    | house | IPFV | build  | IPFV | the | man     |
| 그 사람이 짓고 있는 집 |       |      |        |      |     |         |
하와이어 불변화사 ai의 분포는 흥미롭다. 이는 폴리네시아조어 *ai에서 왔으며 대부분의 폴리네시아어군 언어에 같은 형태로 나타나지만 분포는 조금씩 다르다. 예를 들어 통가어의 ai는 전형적인 회생대명사(resumptive pronoun)로서 관계화된 성분의 원래 자리에 나타나는 데 반해, 하와이어 ai는 동사 바로 뒤 자리를 두고 시제·상·법 표지와 경쟁하는 것이다.
관계절의 주어는 위의 두 예문에서처럼 관계절 안에 주격으로 나타날 수도 있지만, 관계절 앞에 소유격으로 나타날 수도 있다. 아래의 두 예문에서처럼 전치 또는 후치 소유 구문을 사용할 수 있다. 소유구문은 a-형과 o-형 모두 사용할 수 있지만, 둘이 나타나는 환경이 정확히 무엇인지는 아직 확실히 알려지지 않았다. 타동사의 목적어를 관계화할 경우 거의 반드시 a-형이 쓰인다. 관계절이 수동문인 경우 o-형이 쓰인다. 이외에는 a-형과 o-형 모두 쓰일 수 있지만 a-형이 더 많이 쓰인다.
| ka           | puke | [a | Pua | i   | kākau | ai] |
| the          | book | of | Pua | PFV | write | AI  |
| 푸아가 쓴 책 |      |    |     |     |       |     |
| [kā          | Pua] | puke | [i  | kākau | ai] |
| of           | Pua  | book | PFV | write | AI  |
| 푸아가 쓴 책 |      |      |     |       |     |

## 참고 문헌
- Baker, C. M. Kaliko (2012). 《A-Class Genitive Subject Effect: A Pragmatic and Discourse Approach to A- and O-Class Genitive Subject Selection in Hawaiian》 (PhD Dissertation). University of Hawaiʻi at Mānoa.
- Elbert, Samuel H.; Pukui, Mary Kawena (1979). 《Hawaiian Grammar》. Honolulu: The University Press of Hawaii. ISBN 0-8248-0494-5.
- Hawkins, Emily A. (1979). 《Hawaiian Sentence Structures》. The Australian National University. ISBN 0-85883-195-3.
- Hawkins, Emily A. (1982). 《Pedagogical Grammar of Hawaiian: Recurrent Problems》. Manoa: Hawaiian Studies Program, University of Hawaii. ISBN 978-0824808129.